# Музей Боба Марли
Музей Боба Марли (англ. Bob Marley Museum) — музей в Кингстоне, Ямайка, посвященный регги-музыканту Бобу Марли. Музей занимает дом, где когда-то жил певец. Здесь же находилась звукозаписывающая студия Tuff Gong, которая была основана группой The Wailers в 1970 году. В 1976 году дом был местом неудавшейся попытки покушения на Боба Марли.
Чикагская музыкальная группа носит такое же название, как и адрес музея - 56 Hope Road.